# Chocobo Racing
Chocobo Racing (チョコボレーシング 〜幻界へのロード〜, Chocobo Racing: Genkai e no Rōdo) est un jeu vidéo de course développé et édité par Square, sorti en 1999 sur PlayStation.
Les pilotes sont issus de l'univers Final Fantasy : un Chocobo, un Mog, un Golem, un Gobelin, un Mage noir, un Mage blanc, un gros Chocobo et un Behemoth.

## Accueil
- AllGame : 2/5[1]
- Electronic Gaming Monthly : 6/10[2]
- Famitsu : 30/40[3]
- Game Informer : 6,25/10[2]